# Diego García Rodríguez
Diego García Rodríguez (Lampón, La Coruña, 1976) es un pianista y director de orquesta español.

## Biografía
Nace en Escarabote, Lampón, en el municipio de Boiro, provincia de La Coruña. Cursa sus estudios musicales en piano y música de cámara en el conservatorio de Santiago de Compostela para posteriormente trasladarse a Lausanne. Más tarde se inicia en el mundo de la dirección orquestal en el Hochschule der Künste, en Zürich, con Johannes Schlaefli.
Ha trabajado con orquestas como la Real Filharmonía de Galicia o la Orquesta Vigo 430, y dirigido en el Gran Teatro del Liceo de Barcelona, el Teatro Real de Madrid o el Teatro de la Ópera de Gdansk.

## Música contemporánea
Es miembro fundador del grupo Taller Atlántico Contemporáneo, del cual es director artístico.